# Basset hound
För andra betydelser, se Basset.
Basset hound (oftast enbart basset) är en hundras från Storbritannien. Ursprungligen är den en långsamdrivande jakthund av lågbent braquetyp men den är vanligast som sällskapshund.

## Historia
Basset hound är från början en korsning mellan den franska basset artésien normand och blodhund. 1866 inleddes avel med basset artésien normand i England. Denna avel var främst inriktad på hundutställningar och inte på jakt. Rasen väckte uppmärksamhet på utställningen i Wolverhampton 1875. Enligt den tidens metoder tillämpades extrem inavel och den genetiska variationen blev med tiden väldigt liten. 1892 beslöt den främste uppfödaren Everett Millais (son till konstnären John Everett Millais) att nytt blod måste tillföras och valet föll på blodhunden. Parningen skedde med insemination och valparna fick förlösas med kejsarsnitt. Då hade rasen redan erkänts av den brittiska kennelklubben the Kennel Club 1880. Rasklubben bildades 1884. Efter första världskriget var rasen starkt decimerad, rasklubben lades ner 1921 och nybildades inte förrän 1954.

## Egenskaper
Basset hound är en s.k. packhund som jagar i koppel (flock) och har i sitt hemland haft sin främsta användning för hetsjakt på kanin vid jakter där hundarna följs till fots, s.k. beagling. Den långsamma men systematiska jaktstilen är en fördel i buskiga och snåriga marker.
Basseten är godmodig och tillgiven och är utpräglat social mot både människor och andra hundar. Det är en ganska självständig hund som kräver en del tålamod vid träning.

## Utseende
Basset hound är en stor hund på korta ben. Liksom blodhunden har den en del lös hud på hals och nos. Den har lång hals med en elegant böj på nacken. Skallen och nosryggen skall vara nästan parallella med svagt markerat stop och istället en nästan takformad hjässa. Öronen är långa, smala och lågt ansatta. Förbröstet skall vara väl markerat och bröstkogen väl rundad och djup. Bakbenen är väl vinklade. Basseten har sin storlek till trots ett långt steg med fria rörelser.

## Hälsa
Vanliga hälsoproblem är rinniga ögon samt svamp i hudvecken. Basseten växer fort och kan drabbas av växtvärk.